# آلکنرا
آلکنرا (به اسپانیایی: Alconera) یک شهرستان در اسپانیا است که در استان باداخس واقع شده‌ است.